# نبرد کمره
نبرد کَمَرَه (انگلیسی: Battle of Kämärä) نبردی در جنگ داخلی فنلاند در سال ۱۹۱۸ بود که در ایستگاه راه‌آهن کَمَرَه (که اکنون گاوریلوو، استان لنینگراد، [روسیه]] است) در ۲۷ ژانویه ۱۹۱۸ بین سفیدها و سرخ‌ها درگرفت. این نبرد با حمله یک گردان گارد سفید از ویبورگ به کمره در مسیر پیشروی خود به سمت باریکه کارلیا که تحت کنترل سفیدها بود، آغاز شد. پس از تصرف روستا، سفیدها در مسیر قطار سرخ‌ها که حامل محموله بزرگی از سلاح از سن پترزبورگ بود، کمین کردند، اما سرانجام به دلیل تمام شدن مهماتشان مجبور به ترک صحنه شدند. نبرد کَمَرَه اولین نبرد جنگ داخلی محسوب می‌شود، اگرچه برخی حوادث جزئی پیش از آن در طول ژانویه رخ داده بود.